# Kaij
Kaij es un pueblo y  nagar Panchayat situado en el distrito de Beed en el estado de Maharashtra (India). Su población es de 30704 habitantes (2011). 

## Demografía
Según el censo de 2011 la población de Kaij era de 30704 habitantes, de los cuales 16208eran hombres y 14496 eran mujeres. Kaij tiene una tasa media de alfabetización del 85,21%, superior a la media estatal del 82,34%: la alfabetización masculina es del 91,08%, y la alfabetización femenina del 78,76%.